# Vila Ruiva (Cuba)
Vila Ruiva es una freguesia portuguesa del concelho de Cuba, con 20,20 km² de superficie y 625 habitantes (2001). Su densidad de población es de 30,9 hab/km².

## Galería

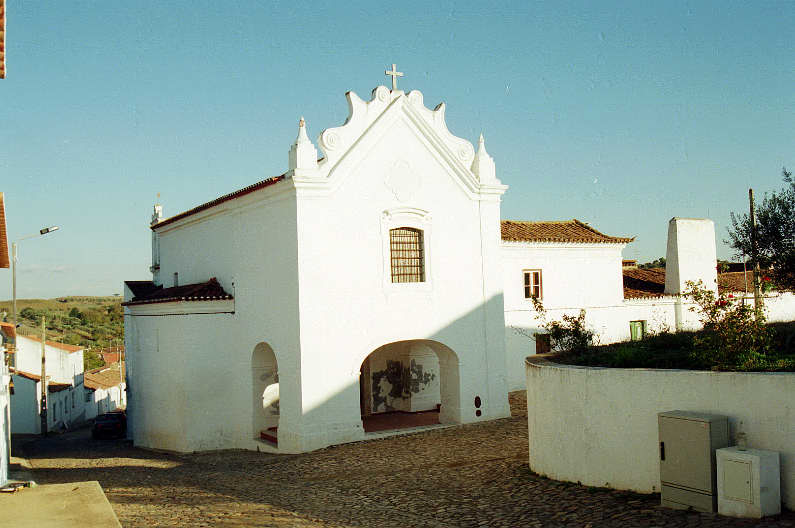
Iglesia da Misericórdia